# Dermatitis seborreica
La dermatitis seborreica o seborrea és una malaltia de la pell que afecta el cuir cabellut, la cara i el tors. És causant de pell vermellosa, irritada, escatosa i casposa. Afecta en particular les zones de la pell riques en glàndules sebàcies. Es creu que és causada per la infecció del fong Malassezia furfur (conegut anteriorment com Pityrosporum ovale) en individus amb poca immunitat i una alta producció de greix cutani.
En un individu de funcionament normal, el fong prospera sense problemes, però en aquells afectats per la seborrea, l'epidermis del cos respon de manera no favorable a la infecció, inflamant-se i desprenent petites escates blanquinoses o groguenques en un intent fallit de lliurar-se del fong.
És una hipersecreció de les glàndules sebàcies del cuir cabellut, que greixa a l'excés el cabell i el cuir cabellut, sent un problema estètic i dermatològic de gran importància que acostuma a accelerar la caiguda del cabell. En alguns casos es presenta íntimament unida a la pitiriasi i en altres, principalment quan es fa crònica, pot ser un símptoma precursor d'una possible alopècia seborreica.
La pitiriasi versicolor pot presentar-se conjuntament amb dermatitis seborreica del cuir cabellut, en la qual hi ha un procés inflamatori amb una fina descamació d'aspecte serós. Els cabells engreixinats per aquesta secreció sebàcia es tornen brillants, aferradissos, pesats, difícils de pentinar i acumulen brutícia fàcilment. Amb freqüència, el sèu experimenta processos oxidatius que generen mala olor. La secreció de sèu és baixa durant la infància, mentre que és elevada en la pubertat, arribant a la seva màxima producció en adults, per a després decréixer en la senectut.

## Causes
Factors genètics, ambientals, hormonals i del sistema immunològic participen en la gènesi de la dermatitis seborreica. La dermatitis seborreica pot ser agreujada per la malaltia, l'estrès psicològic, fatiga, canvis d'estació i la reducció de la salut en general. També pot passar en moments d'estrès o d'insomni perllongat. En els nens un excés de vitamina A pot causar alteracions als cabells, acompanyats ocasionalment de dermatitis seborreica en la pell del cap. La manca de biotina, piridoxina (vitamina B6) i riboflavina (vitamina B2) també poden ajudar-hi.
Les persones immunodeficients (sobretot les infectades pel VIH) i amb trastorns neurològics com la malaltia de Parkinson i els accidents cerebrovasculars en són particularment propenses.
La utilització de xampús molt enèrgics pot generar un efecte rebot que incrementi la secreció sebàcia en el cuir cabellut.
Les manipulacions enèrgiques sobre el cabell (friccions realitzades amb els dits, raspallat, pentinat) són responsables que el sèu arribi a greixar de forma antiestètica tot el cabell.
La contaminació i la pol·lució ambientals poden actuar com agreujants.

## Tractament
Se sol tractar a base de xampús elaborats a base d'antifúngics com ara el ketoconazole (EFG, Fungarest, Ketoisdin, Panfungol) o ciclopirox (Ciclochem) i altres components com ara la piritiona de zinc (Zincation) que ajuda a l'hora d'eliminar les escates dèrmiques.
En formes més greus poden requerir-se calcipotriol (Daivonex), glucocorticoides tòpics, o una combinació dels dos.

## Galeria

Dermatitis seborreica al cuir cabellut